# 2014 na literatura

## Mortes
| Data | Nome | Profissão | Nacionalidade | Observações | Ref |
| ---- | ---- | --------- | ------------- | ----------- | --- |

## Prémios literários
- Prémio Camões — Alberto da Costa e Silva[1]
- Prémio Primeira Obra do P.E.N. Clube Português - Rosa Oliveira com "Cinza"[2]
- Prémio Novo Talento FNAC Literatura - Ana do Vale Lázaro com Coração de Palmo e Meio[3]